# Robert K. Massie
Robert K. Massie, nome completo Robert Kinloch Massie (Lexington, 5 gennaio 1929 – Irvington, 2 dicembre 2019), è stato uno storico, saggista e biografo statunitense.

## Biografia
Nato nel 1929, Massie passò gran parte della sua giovinezza a Nashville in Tennessee salvo poi prendere residenza nella contea di Westchester. Studiò storia americana all'Università di Yale e storia moderna dell'Europa all'Università di Oxford.
Iniziò la sua carriera di giornalista al Newsweek per poi passare alla metà degli anni '60 al Saturday Evening Post. Nel 1981 la sua opera biografica più nota, Pietro il Grande, gli valse il Premio Pulitzer per la biografia e autobiografia.

## Opere
- Nicola e Alessandra (Nicholas and Alexandra: An Intimate Account of the Last of the Romanovs and the Fall of Imperial Russia), Gherardo Casini Editore, 1969
- Journey, 1975
- Pietro il Grande. La vita dello zar che trasformò la Russia medievale in una grande potenza dell'Europa moderna (Peter the Great: His Life and World), Rizzoli, 1985, ISBN 9788817115728.
- Last Courts of Europe: Royal Family Album, 1860-1914, 1981
- Dreadnought: Britain, Germany, and the Coming of the Great War, 1991
- There's an Old Southern Saying: The Wit and Wisdom of Dan May, 1993
- The Romanovs: The Final Chapter, 1995
- Castles of Steel: Britain, Germany, and the Winning of the Great War at Sea, 2004
- Catherine the Great: Portrait of a Woman, 2011